# Jennifer Geerlings-Simons
Jennifer (Jenny) Geerlings-Simons (Paramaribo, 5 september 1953) is een Surinaams arts en politicus. Zij was van juni 2010 tot juni 2020 voorzitter van De Nationale Assemblée. Op 16 juli 2025 werd zij beëdigd tot eerste vrouwelijke president van Suriname. 

## Loopbaan

### Nationale Democratische Partij
Simons was sinds 1996 parlementslid namens de Nationale Democratische Partij (NDP), één regeerperiode in de coalitie en twee regeerperiodes in de oppositie, totdat ze gekozen werd tot parlementsvoorzitter. Simons is heel populair in de NDP, vooral onder de jongeren. Zo was zij, op Desi Bouterse na, de NDP'er met de meeste stemmen bij de parlementsverkiezingen van mei 2010. Op Desi Bouterse en Chan Santokhi na, had zij landelijk de meeste stemmen bij de verkiezingen van 2010. Simons was een van de ondervoorzitters van de NDP. Op 13 juli 2024 volgde zij Desi Bouterse op als voorzitter van de NDP.

### Parlementsvoorzitter
Simons werd op 30 juni 2010 met zesentwintig van de 50 stemmen gekozen tot voorzitter van het Surinaams parlement. Haar tegenkandidaat was Paul Somohardjo die in de periode 2005-2010 al parlementsvoorzitter was namens het Nieuw Front. De overwinning van Simons zorgde voor ophef, want het kiezen van Simons en niet Somohardjo tot voorzitter van De Nationale Assemblée (DNA) betekent dat twee parlementsleden niet volgens partijdiscipline gestemd hadden. Op het moment dat er gestemd werd was er, in tegenstelling tot wat nu wel het geval is, geen samenwerking tussen de Mega Combinatie, de VolksAlliantie en de A-Combinatie van respectievelijk Desi Bouterse, Paul Somohardjo en Ronnie Brunswijk. VolksAlliantie had met de A-Combinatie en het Nieuw Front afgesproken dat zij net als in 2005 wederom zouden samenwerken. Deze politieke samenwerking leverde 27 zetels op, tegenover de drieëntwintig zetels van de partij van Bouterse, de Mega Combinatie. De DOE-partij van Carl Breeveld had de resterende zetel.

### Stem van de oppositie
Kort na de overwinning van Simons werd in de Surinaamse media gespeculeerd over eventuele omkoping bij haar verkiezing tot parlementsvoorzitter. Toenmalig minister van Justitie en Politie, Chan Santokhi, zei op 11 juli 2010 dat er grof geld betaald was om de stem van twee parlementsleden om te kopen. Volgens Nieuw Front parlementariër Winston Jessurun zou het gaan om een bedrag dat tussen US$ 200.000 en US$ 500.000 varieert.

### Kritiek
Simons werd er door de oppositie van beschuldigd dat ze partijdig functioneerde als voorzitter en dat zij de coalitie meer spreektijd gaf dan de oppositie. Ook zou ze oppositieleden vaak niet uit laten praten door hun microfoon uit te zetten en in april 2012 werd haar dictatoriaal gedrag verweten door de oppositie. Dit naar aanleiding van haar beslissing dat de oppositie tijdens de behandeling van de belagingswet niet mocht verwijzen naar de Amnestiewet. Toen enkele oppositieleden zich naar haar tafel begaven om uitleg te vragen, gaf zij de politie opdracht om ze uit het parlement te verwijderden.

### Vanaf 2020
Tijdens de verkiezingen van 2020 stelde ze zich opnieuw verkiesbaar voor de NDP in Paramaribo en werd ze opnieuw gekozen. Ze besloot echter om niet terug te keren naar De Nationale Assemblée.

### President
Tijdens de verkiezingen van 2025 was zij lijsttrekker van de NDP. De NDP behaalde bij de verkiezingen 93.545 stemmen, 6.513 meer dan de concurrent VHP die de regering in de vijf jaar ervoor leidde. Hiermee kwam voor Simons de weg vrij om de nieuwe regering te formeren. Al twee dagen na de verkiezingen werd bekend dat ze aanstuurde op een nieuwe coalitie met alle partijen behalve de VHP. Op 6 juli werd ze bij acclamatie gekozen tot president, met Gregory Rusland van de NPS als vicepresident. Zij is hierdoor de eerste vrouwelijke president van Suriname. Na haar verkiezing stelde ze corrupte Surinamers in het vooruitzicht: "Mensen die stelen, sturen we naar de pg." Op 16 juli 2025 werd ze geïnstalleerd.

## Familie
Simons is getrouwd met Glenn Geerlings, die in januari 2012 in opspraak raakte door zijn vermeende betrokkenheid bij een grote fraudezaak van het Surinaamse postbedrijf Surpost.
Madelone Menke, de zus van Jennifer Simons, liep op 10 april 2012 mee in de stille tocht tegen de omstreden amnestiewet. Menke had haar mond dichtgeplakt met pleisters en had een bordje met het opschrift “Woorden schieten tekort” om haar hals. Dit kreeg veel aandacht in de Surinaamse en Nederlandse media en werd geïnterpreteerd als dat zelfs de zus van de parlementsvoorzitter tegen de door Simons behandelde amnestiewet is.

## Simons over Bouterse
Als reactie op de veroordeling van Desi Bouterse in 1999 voor drugssmokkel zei Simons: "Over de drugsverdenking is nooit behoorlijk bewijsmateriaal geleverd. En als de Decembermoorden echt een issue zijn, hoe kan de NDP dan zo groot zijn?"